# El Talló (Castellgalí)
|  | Per a altres significats, vegeu «mas El Talló». |

El Talló és una muntanya de 443 metres que es troba al municipi de Castellgalí, a la comarca catalana del Bages i del qual és el cim més alt. No gaire lluny d'allí hi ha el raval del Talló, un petit nucli de masies.
Al cim s'hi pot trobar un vèrtex geodèsic (referència 281112001).

## Toponímia
Trobem esment de la muntanya ja l'any 1020 amb el nom de Podii de Altaione i antigament marcava el límit entre el terme de Manresa i el de Castellgalí.
També la podem trobar anomenada de manera més minoritaria en algunes fonts com Altaió i el Telló.

## El mirador
La muntanya gaudeix d'un mirador al cim des d'on es gaudeix d'una vista privilegiada de Montserrat, a més, també s'aprecien els diversos nuclis del municipi de Castellgalí com l'urbanització Mas Planoi i diverses localitats properes; a part de diversos turons com el del castell de Castellgalí (297 m) o el Punxabudell (398m).

## Masos i masies properes
Per ordre de proximitat al cim les edificacions més properes són:
- Cal Pruners
- Cal Fèlix
- Cal Pau Fàbregues
- Mas El Talló[7]
- Cal Magí
- Cal Garraneu